# 2003 en Malaisie
Cet article présente les faits marquants de l'année 2003 en Malaisie.

## Évènements
- 11 mai : Le chancelier allemand Gerhard Schröder arrive en Malaisie pour une "visite historique" de trois jours, devenant ainsi le premier chancelier allemand à visiter la Malaisie[1].
- 23 mai : Ling Liong Sik démissionne de son poste de président de l'Association des Chinois de Malaisie (MCA)[2].
- 14 juin : L'analyste informatique Canny Ong a été violée et assassinée. Son corps a été retrouvé sur le site de construction de la New Pantai Expressway à Jalan Klang Lama près de Kampung Dato' Harun, à Petaling Jaya, Selangor[3].
- 31 août : Le Premier ministre Mahathir Mohamad préside à l'inauguration du monorail de Kuala Lumpur[4].
- 29 septembre : Mahathir préside la cérémonie d'inauguration du succès du Time Square de Kuala Lumpur[5].
- 31 octobre : 
  - Mahathir prend officiellement sa retraite après 22 ans au pouvoir[6].
  - Mahathir et son épouse Siti Hasmah Mohamad Ali ont reçu la plus haute distinction du pays, « Tun »[7].